# Atom – Cậu bé tay sắt
Tetsuwan Atom (Nhật: 鉄腕アトム (Thiết Oản Atom) Hepburn: Tetsuwan Atomu, n.đ. Atom Ống Tay Sắt) là bộ manga kinh điển của họa sĩ Tezuka Osamu. Phát hành lần đầu vào năm 1952 và kết thúc ở 1968, Tetsuwan Atom đã trở thành một hiện tượng lớn trên khắp nước Nhật và sau đó lan rộng ra toàn châu Á, sau đó sang nước Mỹ với tên Astro Boy. Bộ manga được làm thành nhiều anime và phim.

## Manga

### Sản xuất
Tetsuwan Atom chứa nhiều nội dung mà phần lớn độc lập với nhau. Khi thiết kế nhân vật, Tezuka thỉnh thoảng thể hiện sự kính trọng của ông đối với Walt Disney, Max Fleischer, và một số nhà sản xuất hoạt hình Mỹ khác. Vì vậy, trong vài chương của Tetsuwan Atom, một số trang đầu tiên được thể hiện bằng màu. Tezuka có một "tiêu chuẩn vàng" về nhân vật mà, từ đó những nhân vật khác nhau ra đời; một vài nhân vật trong Tetsuwan Atom có mặt trong những bộ manga khác của ông.
Tezuka thường có thói quen đưa những nhân vật ngớ ngẩn nhằm làm giảm bớt căng thẳng vào những cảnh mà ông cho là nghiêm trọng. Ông thường cảm thấy như mình bị mắc kẹt với mong muốn thỏa mãn những đam mê của các cậu bé, đó là thấy những trận chiến của các robot.

## Anime
Từ 1963 đến 1966, Tetsuwan Atom xuất hiện trên một series truyền hình trắng đen tại Nhật do hãng Mushi sản xuất. Với đôi mắt to tròn đầy biểu cảm, Tetsuwan Atom trở thành tiêu chuẩn cho một thể loại hoạt hình mới nổi tiếng toàn thế giới tên là anime. Bộ phim đã kéo theo hàng loạt sản phẩm ăn theo như video game, live action, đồ chơi,... Hình ảnh cậu bé robot có sức mạnh siêu phàm Astro đã để lại những ấn tượng đối với trẻ em trên khắp thế giới.
Năm 1980 và 1981, Tetsuwan Atom tiếp tục được làm thành một series truyền hình thứ hai, được phát sóng ở 40 quốc gia tính cả Nhật và Mỹ và ở Việt Nam.
Năm 2003-2004, series truyền hình thứ ba về Tetsuwan Atom cũng được chiếu trên WB và Cartoon Network. Tezuka được vinh danh là bậc thầy manga và cha đẻ của anime.

## Phim điện ảnh

### Giới thiệu
Năm 2003, Tezuka Productions và Animax đã làm lại những serie anime từ những năm 60 thành một bộ phim nhưng không gây được tiếng vang.
Năm 2009, Tetsuwan Atom được chuyển thể thành một tác phẩm điện ảnh 3D (với công nghệ đồ họa vi tính) dưới quyền phát hành của hãng phim Summit Entertainment, và Imagi Animation Studio. Tuy nhiên, studio hoạt hình Imagi nghiêng về phần xử lý đồ họa với trụ sở tại Hồng Kông, công đoạn triển khai và trang thiết bị sản xuất ở Los Angeles và văn phòng ở Tokyo.
Đạo diễn của phiên bản phim hoạt hình chuyển thể này là David Bowers (đạo diễn phim hoạt hình Flushed Away), kịch bản do Timothy Harris viết. Tham gia lồng tiếng cho bộ phim là các ngôi sao Hollywood như: Nicolas Cage, Kristen Bell, Nathan Lane,... Riêng vai Tetsuwan Atom sẽ do thần đồng điện ảnh Freddie Highmore (nổi tiếng với các phim Finding Neverland, Charlie and the Chocolate Factory, Spiderwick's Chronicles, August Rush) lồng tiếng.
Với chi phí 65 triệu đô và độ dài 90 phút, phim được khởi chiếu ở Mỹ vào ngày 23 tháng 10 năm 2009.
Sau 6 ngày trình chiếu ở Mỹ, bộ phim đã mang về 7 triệu đô. Sau 3 tuần, bộ phim thu về hơn 15 triệu đô .
Ở Việt Nam, phim được chiếu dạng 2D với tên "Siêu nhí Astro" từ ngày 6 tháng 11 năm 2009.

## Game
- Astro Boy: OMEGA FACTOR cho hệ máy GameBoy Advance
- Astro Boy Playstation Game